# Csernyihivszke

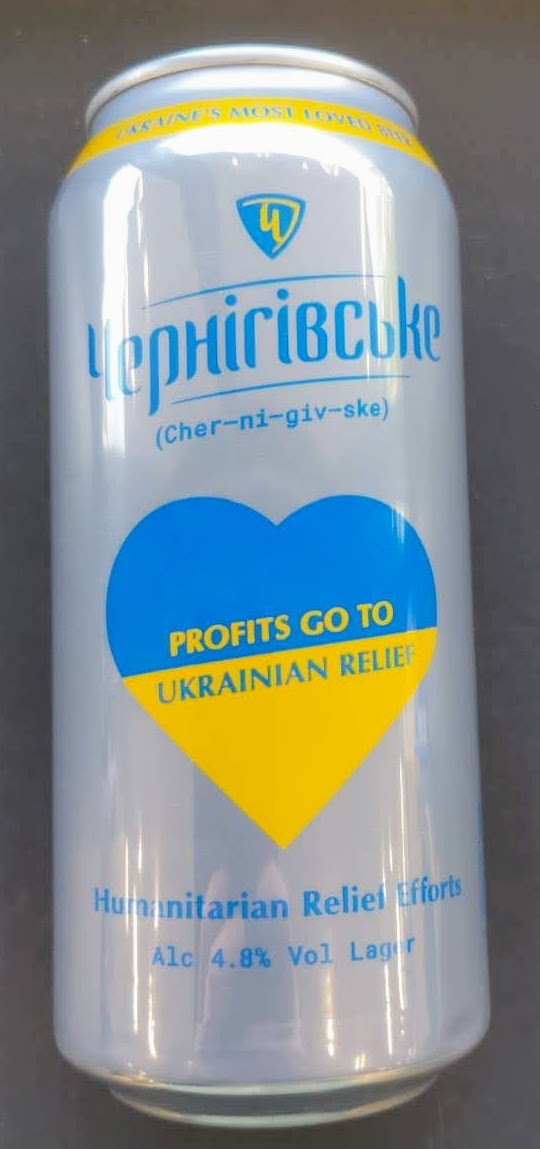
Nagy-Britanniában gyártott Csernyihivszke sör, amelynek nyereségét ukrajnai humanitárius célokra költik

A Csernyihivszke (ukránul: Чернігівське) ukrán sörmárka, melyet jelenleg a belga–török AB InBev Efes cég birtokol. A márka Csernyihiv városáról kapra a nevét, ahol kezdetben készült. Napjainkban a Csernyihivszke sört Mikolajivben és Harkivban is készítik.

## Története
Eredetileg a Deszna sörgyár készítette, melyet 1976-ban nyitottak meg Csernyihivben. A csehszlovák technológiával épített üzem volt akkor a Szovjetunió legmodernebb sörgyára. A Deszna sörgyár 1988-ban vezette be a Csernyihivszke márkát. A Szovjetunió megszűnése után, 1996-ban a dolgozók privatizálták a gyárat, majd 2006-ban a Deszna sörgyár a belga Anheuser-Busch InBev csoport érdekeltségébe került a harkivi Rohany és a mikolajivi Amber sörgyárral együtt. Ezután a Csernyihivszke sört a harkivi és a mikolajivi üzem is főzi. A klasszikus világos sörök mellett a 2000-es évek elejétől búzasöröket és egyéb különleges sörfajtákat is készítenek. 2018-ban a belga AB InBev és a török Anadolu Efes ukrajnai és oroszországi üzletágai egyesültek, így azóta a sörgyár az AB InBev Efes Ukraine egyik üzeme, amely a belga Anheuser-Busch InBev és a török Anadolu Efes tulajdonában áll.
A Csernyihivben található üzemben az orosz invázió miatt 2022. február 24-én leállították a termelést. Az üzemet 2022. március 23-án orosz légitámadás érte. Személyi sérülés nem történt, de leégett a raktár és több erjesztőtartály megsérült. Az üzem munkásaival a belgiumi Leuvenben indult el a Csernyihivszke sör gyártása. Majd 2022 szeptemberétől ismét elindult a sörfőzés Csernyihivben is a helyreállított üzemben. A csernyihivi üzem mellett a mikolajivi is működik, a harkivi viszont leállt.
Az Ukrajna elleni 2022-es orosz inváziót követően, 2022 áprilisában az AB InBev, hogy több országban, köztük az Egyesült Államokban, az Egyesült Királyságban, Hollandiában, Kanadában, Belgiumban és Németországban is készítenek Csernyihivszke sört, aminek a a nyereségét az ukrajnai humanitárius segítségnyújtás támogatására fordítják.

## Sörfajták
- Szvitle (Світле):[5] világos sör (4,4% ABV)
- Premium (Преміум): világos sör (5,6% ABV)
- Micne (Міцне):[6] emelt alkoholtartalmú világos sör (7,5% ABV)
- Makszimum (Максимум): pasztörizált világos sör (8% ABV)
- Lager: pasztörizált világos sör (5,4% ABV)
- 0,0: alkoholmentes világos sör (0,0% ABV)
- Temne (Темне):[7] barna sör (6,0% ABV)
- Bile (Біле):[8] szűretlen búzasör (5,0% ABV), ez az Ukrajnában elsőként forgalomba hozott búzasör
- Bila nyics (Бiла Нiч):[9] szűretlen barna búzasör (5,0% ABV)
- Bilij med (Білий Мед):[10] Mézes búzasör (5,0% ABV)
- Bahrjane (Багряне):[11] világos lila színű sör (5,2% ABV)
- Bile Radler: gyümölcs (narancs és grépfrút) ízesítésű szűretlen búzasör (2,5% ABV)